# 부룬디
부룬디 공화국(룬디어: Repuburika y’Uburundi 레푸부리카 유부룬디, 프랑스어: République du Burundi 레퓌블리크 뒤 부룬디[*], 영어: Republic of Burundi 리퍼블릭 오브 부룬디[*], 스와힐리어: Jamuhuri ya Burundi 잠후리 야 부룬디)은 아프리카에 있는 공화국이다.

## 수도
수도는 기테가이다. 부룬디의 행정 구역에는 부줌부라 도시주가 있어 수도로 생각할 수 있지만, 부줌부라 도시주가 아닌 기테가이다.

## 인접국
부룬디는 우간다, 르완다, 콩고 민주 공화국, 탄자니아와 국경을 접한다.

## 역사
1962년에 부룬디 왕국이라는 이름으로 독립하였으나 1966년에 군주제가 폐지됨에 따라 부룬디 공화국이 되었고, 1992년 헌법 개정 때 룬디어 국명의 철자가 약간 바뀌어 현재에 이른다.
이 지역의 최초의 거주자는 피그미족인 트와족이다. 그들은 반투족의 이주 도중에 반투족에 대부분 대체되고 흡수되었다.
부룬디는 16세기부터 독립 왕국으로 존재하였다. 1903년 부룬디는 독일 식민지가 되었고 제1차 세계 대전 중 벨기에에 넘어갔다. 부룬디는 1923년 벨기에에 의한 국제연맹의 루안다-우룬디 위임 통치령의 일부였고, 이후에는 제2차 세계 대전 뒤 벨기에 행정부에 의한 유엔 신탁통치를 받았다. 부룬디 군주제의 기원은 잘 알려져 있지 않다. 어떤 전설에 따르면 최초의 왕조의 창시자인 은타 레 루샤치가 17세기에 르완다로부터 부룬디에 왔다고 한다. 따른 보다 믿을 만한 출처에 따르면, 은타레는 동남쪽의 부하로부터 왔고 은코마 지역에 그의 왕국을 세웠다고 한다.
1966년 군주제의 몰락 때까지, 왕정은 부룬디를 그 과거와 연결해주는 마지막 연결 고리로 남아 있었다.
1962년의 독립 때부터 1993년의 선거까지, 부룬디는 연이은 군부 독재자들에 의해 지배되었는데, 그들 모두는 소수민족인 투치족이었다. 이 기간 동안 1964년과 1980년대 후반의 주요 분쟁, 그리고 1972년의 부룬디 인종 청소를 포함한 광범위한 인종 폭력이 있었다. 1993년 부룬디는 최 초의 민주 선거를 치렀는데, 여기서 후투족 중심의 부룬디 민주 전선(FRODEBU)가 승리하였다. FRODEBU의 지도자 멜콰이어 은다다예는 부룬디 최초의 후투족 대통령이 되었으나, 수 개월 뒤 투치족 장교 그룹에 의하여 암살되었다. 이 죽음은 부룬디를 심한 내전으로 빠뜨리고 말았다.
은다다예의 죽음에 대한 보복으로 후투족 극단주의자들은 무수한 투치족 시민들을 학살하였다. 투치족 위주의 군대는 비슷한 수의 후투족을 학살하는 것으로 응수하였다. 이러한 불안정의 시기는 1996년 이전 대통령 피에르 부요야가 쿠데타로 권력을 잡을 때까지 이어졌다. 2000년 8월, 두 개의 정치 그룹을 제외한 모두가 동의한 평화 협상은 민주정치의 부활을 위한 일정을 계획하였다. 수 년의 폭력이 더 계속된 뒤에, 2003년 부요야의 정부와 가장 큰 후투족 반군 그룹인 CNDD-FDD 간에 휴전이 조인되었다. 그 후 FRODEBU 지도자 도미티엔 은다이지예는 부요야의 대통령직을 이어받았다. 그러나 가장 극단적인 후투족 그룹 Palipehutu-FNL (일반적으로 "FNL"로 알려져 있다)은 아직 협상을 거부하였다. 2004년 8월 이 단체는 부룬디 서부의 가툼바 난민 캠프에서 152명의 콩고계 투치 난민을 학살하였다. 이 공격에 대한 반응으로 부룬디 정부는 FNL 지도자 아가톤 르와사와 파스튀르 하비마나에 대하여 체포영장을 발부하고 테러단체로 규정하였다.
2005년 5월, FNL과 부룬디 정부간에 마침내 휴전이 합의되었지만 전투는 계속되었다. 재개된 협상은 FNL이 무기를 내려 놓는 대가로 포괄적 사면을 요구할 것이라는 우려 속에 현재 진행 중이다. 2005년 중반의 일련의 선거에서 이전의 후투 반군인 National Council for the Defense of Democracy-Forces for the Defense of Democracy (CNDD-FDD)가 승리하였다. 2006년 9월 7일, 두 번째 휴전 협정이 조인되었다.

#### 2006년에서 2015년까지
부룬디 재건의 노력은 실질적으로 2006년 이후에 시작되었다. UN은 평화유지 임무를 종료하고 재건을 돕는데 다시 집중하였다. 경제적 재건을 이룩하기 위하여 르완다, 콩고민주공화국, 부룬디는 "대호수 국가 경제 공동체"를 다시 발족하기로 하였다. 또한 부룬디는 르완다와 함께 2007년 동아프리카공동체(EAC)에 가입하였다.
그러나 2006년 9월 정부와 마지막 남아 있던 무장 반군 단체 FLN과의 휴전 조약은 완전히 이행되지 않았고 FLN 고위 구성원은 그들의 안전이 위협받고 있다며 휴전 감시 팀에서 떠났다. 2007년 9월 수도에서 FLN 당파간 충돌이 있어 20명이 죽고 주민들이 대피하기 시작하였다. 모반자 단속이 다른 지역에서도 보고 되었다. 모반한 당파는 무장 해제 및 정치범 석방에 있어 정부에 동의하지 않았다. 2007년 후반과 2008 초반에 FLN 전투원들은 이전에 이들이 살았던 곳의 정부가 보호하는 수용소를 공격하였다. 시골지역의 집들도 약탈되었다.
앰네스티 인터내셔널의 2007년 보고서는 개선이 필요한 많은 지역을 언급한다. 민간인들은 FLN에 의해 저질러진 반복적인 폭력의 희생자이다. 이들은 또한 소년병을 모집한다. 여성에 대한 폭력도 높다. 범죄자는 구속과 처벌로부터 벗어난다. 사법 시스템에 대한 개혁이 시급하다. 인종청소, 전쟁 범죄, 비인도적 범죄는 여전히 처벌되지 않은 채이다. 표현의 자유는 제한된다; 언론인들은 정당한 직업적 활동을 한 이유로 자주 체포된다. 2007년 1월에서 11월 사이 총 38,087명의 부룬디 난민이 본국으로 송환되었다.
2008년 3월 말, FLN은 그들을 체포로부터 잠정적으로 면제시켜 주는 것을 보장하는 법안을 채택할 의회를 찾았다. 이것은 일반적인 범죄까지는 덮어주지만, 전쟁 범죄나 비인도적 범죄와 같은 국제 인권법 위반을 막아주지는 않는다. 정부가 이것을 과거에 사람들에게 주었지만, FLN은 잠정적 면제를 받지 못하였다.
2008년 4월 17일 FLN은 부줌부라를 포격했다. 부룬디 군대는 반격했고 FLN은 심각한 피해를 입었다. 새 휴전 협정이 2008년 5월 26일 승인되었다. 2008년 8월 대통령 은쿠룬지자는 남아프리카공화국 장관 찰스 은콰쿨라의 중재로 FLN 지도자 아가톤 르와사를 만났다. 이것은 2007년 6월 이래 첫 직접 만남이었다. 양측은 평화 협상 동안 발생할 수 있는 어떤 논쟁이라도 풀어낼 위원회를 만들기 위해 일주일에 두 번씩 만나기로 동의하였다.
난민 수용소는 이제 문을 닫았고 45만명의 난민들이 돌아갔다. 부룬디 경제는 산산조각났다. 2011년 기준으로 부룬디는 세계에서 1인당 총 수입이 가장 낮은 나라 중 하나이다. 난민들이 돌아옴과 함께 소유권 분쟁이 시작되었다.
부룬디는 현재 아프리카 연합 평화유지군에 참여하고 있으며, 이는 알샤밥에 대항하는 소말리아 임무를 포함한다.

#### 2015 소요
2015년 4월 여당이 대통령 피에르 은쿠룬지자의 삼선을 발표하자 이에 대한 시위가 발생하였다. 시위자들은 은쿠룬지자는 세번째 임기를 할 수 없다고 주장하였지만 대법원은 - 비록 평결 시에 일부 구성원은 국외로 달아났으나 - 대통령에 동의하였다.
은쿠룬지자를 몰아내려는 5월 13일 쿠데타 시도는 실패하였다. 그는 부룬디에 돌아와 정부 구성원들을 숙청하고 쿠데타 지도자들을 체포하였다. 그러나 쿠데타 시도에 뒤따라 시위는 계속되었고 5월 20일까지 10만명 넘는 사람들이 국외로 도피하여 인권 비상 사태를 야기하였다. 불법적인 살인, 고문, 실종, 표현의 자유의 제약에 대한 지속적이고 광범위한 인권 유린에 대한 보고가 있다.
국제연합, 아프리카연합, 미국, 프랑스, 남아프리카, 벨기에, 그외 여러 정부의 부름에도 불구하고, 집권당은 6월 29일 의회 선거를 실시하였으나, 이는 반대파에 의해 거부되었다.

### 인종 청소와 대량 학살
1972년 부룬디에서는 후투족들에 대한 계획된 인종청소가 있었고, 그 결과 250,000명으로 추산되는 후투족과 온건 투치족이 죽었다. 인종 청소에 참여한 사람들은 현 부룬디 정부가 모든 살인에 대하여 서로를 용서하도록 지속적으로 설득한 이후 석방되었다.
부룬디에서는 후투족에 대한 다른 대량 학살도 있었다. 1988년 정부는 은테가와 마랑가라 지역에서 무고한 시민들을 공격하였다. 1993년 부룬디 최초의 민주적으로 선출된 후투족 대통령 멜콰이어 은다다예는 투치족 극단주의자에 의하여 암살되었다. 그의 암살은 후투와 투치 모두를 죽인 긴 내전으로 이어졌다.
1996년 은다다예의 암살과 그 여파에 대한 UN 보고서는 "소수파인 투치에 대한 인종청소는 1993년 10월에 자행되었다"고 결론내렸다. 이 보고서는 또한 투치족 위주 군대의 상급 거물들이 암살과 관련있음을 밝혔다.
부룬디에서 후투족과 투치족 시민들 모두는 국가와 무장된 시민군들에 의해 조직된 대량 학살과 인종 청소의 대상이었다. 군대는 이전의 후투족 반란군과 투치족 정부군 모두로 이루어져 있다. 다인종, 다당제 민주정치의 회복은 부룬디의 갈등의 종결에 대한 새로운 기대를 품게 한다.

## 지리

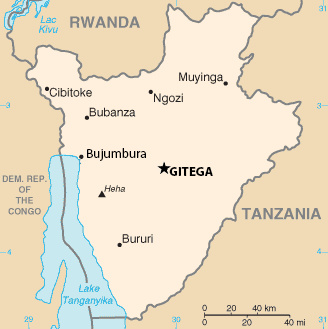
부룬디의 지도

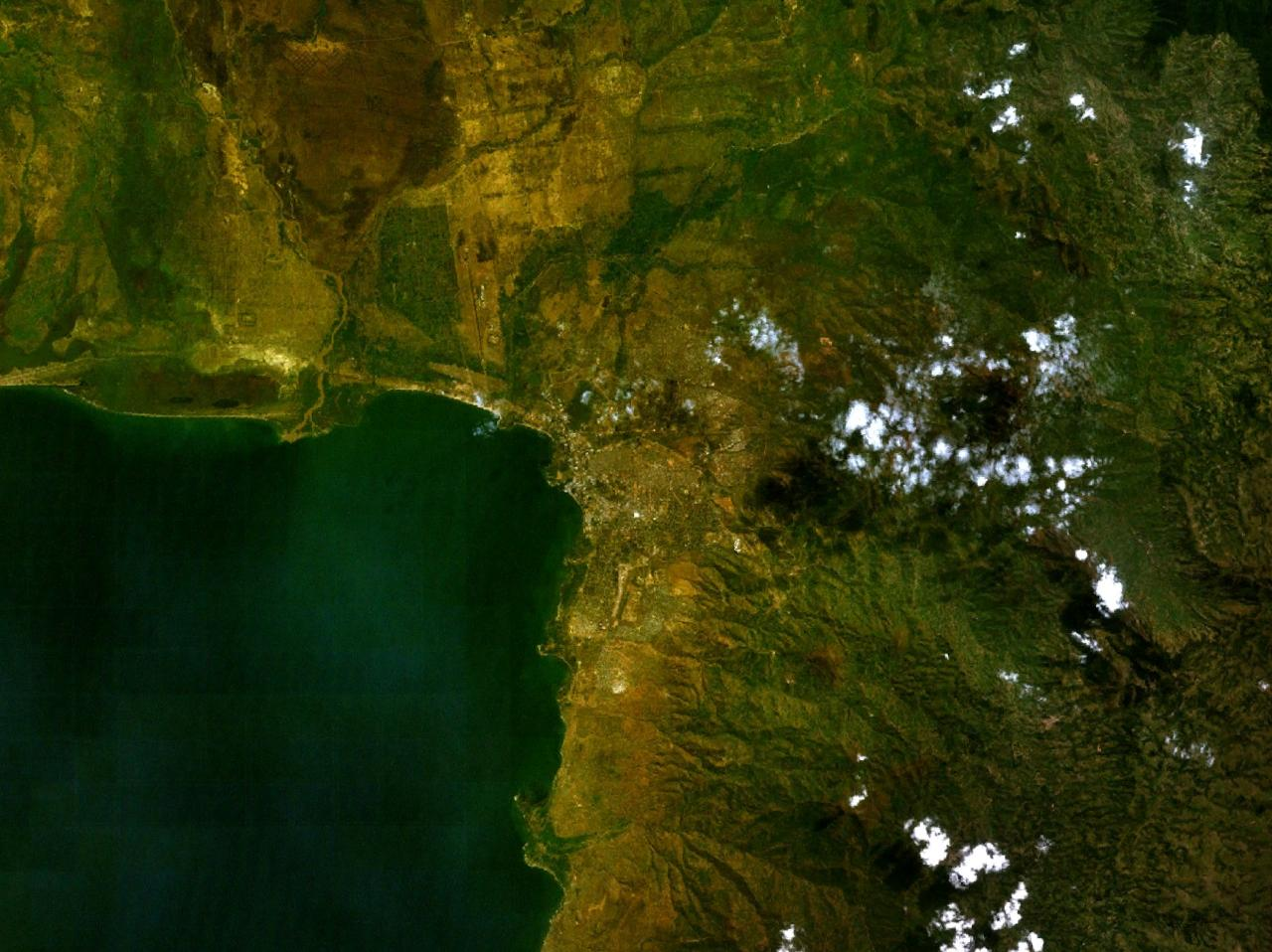
부룬디 지역을 촬영한, 미 항공우주국의 위성 사진.

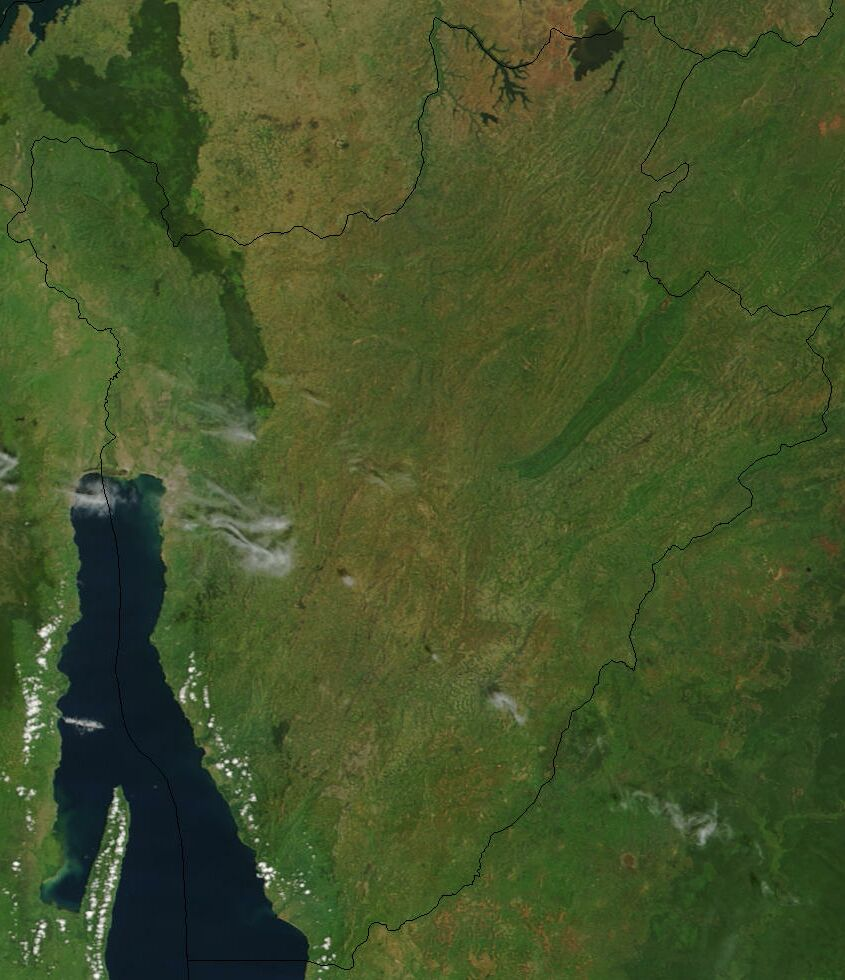
부룬디 및 주변 지역을 찍은 위성 사진.

부룬디는 적도성 기후를 가진 내륙국이다. "아프리카의 심장"으로 불리며, 남서쪽에는 탕가니카 호수와 맞닿는 고원에 있다. 중앙 고원의 평균 고도는 5,600 ft이며, 국경에서는 이보다 낮다. 2,685m (8,809 ft)로 가장 높은 봉우리인 카론제 산은 부줌부라의 남동쪽에 있다. 남동쪽과 남쪽 국경은 대략 1,370m 정도이다. 탕가니카 호수의 북쪽 루지지 강을 따라가는 좁고 긴 땅은 유일하게 3,000 ft (915m)보다 낮은 지역이다. 이 지역은 동아프리카 지구대의 서쪽 확장인 알버틴 단층의 일부를 형성한다.
땅은 대부분 경작지 또는 목초지인데, 이렇게 만듦에 따라 산림 벌채, 토양 침식, 서식지 상실이 일어났다. 산림 벌채는 인구의 지나친 증가에 따라 전 국토에 걸쳐 일어나서 단지 60,000헥타르 정도만이 남았으며 지금도 매년 약 9%씩 진행되고 있다. 국립 공원은 두 개 있는데, 북서부의 키비라 국립 공원(르완다의 Nyungwe Forest 국립공원과 인접한 저산대 우림)과 북동부의 루루부 국립 공원(Rurubu(또는 Ruvubu나 Ruvuvu라 알려진) 강을 따라 있다.)이다.
나일강의 가장 먼 원류는 부룬디에 있다. 비록 빅토리아호가 일반적으로 나일강의 수원으로 생각되지만, 카가라 강은 빅토리아 호에 이르기 전 690km를 흐른다. 카가라 강의 상부 지류 루비론자 강은 부룬디의 키키지 산에 있다.

## 행정 구역
부룬디는 18개 주로 구성되어 있다.
캉쿠조주와 루타나주, 루이기주, 응고지주는 탄자니아를, 카얀자주, 키룬도주는 르완다를, 무잉가주는 르완다와 탄자니아를, 마캄바주, 루몽게주, 부반자주, 부줌부라 교외주는 DR콩고는, 치비토케주는 르완다와 DR콩고를 접한다. 부룬디에는 대한민국에 볼 수 없는 행정구역이 있는데,
그것은 부줌부라 도시주이다.

## 기후
부룬디는 적도 지역의 전형적인 기후를 띤다. 보통 평균 기온은 23 °C에서 17 °C 로서 평균 고도가 1,700m에 육박하다보니 나타나는 현상이기도 하다. 연간 평균 강수량은 1,500 mm이며 2월에서 5월, 9월에서 11월이 우기이다. 6월에서 9월, 12월, 1월이 건기이다.

## 정치
이 나라는 1962년에서 1966년까지는 군주제 국가였으나 현재는 대통령제를 채택하고 있다.

## 인구와 주민
이 나라의 주민은 후투족이 85%를 차지하며 투치족이 14%를 차지한다. 나머지 1%는 트와족이 거주한다.

## 언어
국민의 대부분이 룬디어(키룬디어)를 사용한다.
내전을 종식한 이후 마련한 2004년의 헌법(2005년 국민투표로 확정) 5조에 "국민어는 키룬디(Kirundi)어다. 공용어는 키룬디와 국회에서 지정한 모든 다른 언어다. 법률의 텍스트는 룬디어 원본을 가져야 한다." 고 하여 국민어의 위상을 헌법조문에 내세웠지만 이것은 역설적으로 그만큼 고유어인 룬디어가 공식적 상황에서는 우월한 지위를 가지고 못하는 현상황을 반증한다고 할 것이다. '국회에서 지정한 언어'는 프랑스어를 지칭하는 것이다. 프랑스어는 법적으로 명시한 공용어는 아니지만 사실상 공용어 노릇을 하고 있다. 이 나라는 국제프랑스어사용국기구(프랑코포니)의 정회원국이다.
미국은 전략적으로 르완다의 사례를 본받아 부룬디와 콩고민주공화국을 영어사용국으로 만들기 위해 총력을 다하고 있다.

## 종교
이 나라의 종교는 기독교가 67%, 현지 고유의 종교가 23%, 이슬람교가 10%이다.

## 교육
이 나라는 문맹률이 높은 편이다. 2003년 통계 당시 HDI에 의하면 0.378로 169위를 차지했다.
2009년 성인 문해율은 67%(남자 73%, 여자 61%)이며, 15세에서 24세 사이에는 남녀 각각 77%, 76%이다. 성인 여성의 문해율은 2002년 이래 17% 올랐다. 부룬디의 낮은 문해율은 학교에 다니는 비율이 낮기 때문이다. 부룬디 소년 10%가 중고등 교육을 받는다.
부룬디에는 부룬디 대학교가 있다. 부줌부라의 부룬디 지질 박물관, 기테가의 부룬디 국립 박물관이나 부룬디 생물 박물관과 같이 도시에는 박물관도 있다.
가장 가난한 지역 중 하나인 루사가에는 영국계 자선단체인 부룬디 교육 기금으로부터 지원받는 새 학교가 들어설 예정이다. 부룬디 교육 기금은 2014년 여름 개교를 희망하였다.
2010년 르워가 작은 마을에는 캐나다 퀘벡의 웨스트우드 고등학교 학생들로부터 지원받는 초등학교가 문을 열었다.

## 경제
이 나라는 농업을 중심으로 하고 있다. 현재 부룬디의 1인당 GDP는 단돈 307달러로 세계에서 제일 적다.
부룬디는 중앙아프리카의 내륙국으로 세계에서 가장 가난한 나라 중 하나이다. 부룬디 내전 및 쿠데타로 인해 국제 사회에서 고립되면서 금수 조치가 됨으로 인해 부룬디의 어려운 사정을 더더욱 어렵게 하였다. 부룬디 정부의 정상화로 인해 1999년 금수조치 및 인도적 지원 중단이 해제되었다. 그럼에도 불구하고 2013년 시점까지 음식, 전기, 의약품 등 총체적인 물자 부족을 겪고 있다. 2002년 기준 노동력의 93.6%가 농업에 종사하고 있고, 2.3%는 산업, 4.1%는 서비스업에 종사하고 있다. 주요 수출품목은 커피, 차(茶), 설탕, 면화 등이 있고 수출액은 2012년 기준 1억 2천 7백만달러(약 1300억원) 정도다. 주요 수입품목은 식량, 자본재(Capital goods), 석유 제품 등이 있고 액수로는 8억 1천만 달러(약 8600억원) 정도다. 세계에서 가장 가난한 나라지만 2010~2012년 기준 약 4%대의 꾸준한 경제 성장률을 보이고 있고 석유, 니켈, 구리 등의 천연 자원이 발견되기도 하는 등 다소 희망적인 측면도 있다.

## 기아문제
부룬디는 내부의 정치적 불안과 내전으로 인해 심각한 기아수준을 유지해왔다. 매년 아일랜드의 NGO인 컨선월드와이드(Concern Worldwide), 독일의 NGO인 세계기아원조(Welthungerhilfe) 그리고 미국의 연구기관인 국제식량정책연구소(IFPRI)가 협력하여 발표하는 세계기아지수(GHI)에 따르면 2010년-2011년 부룬디는 아동 발육부진율이 57.5퍼센트로 2011-2015년 자료와 추정치를 구한 모든 국가 중에서 가장 높은 수치를 기록했다. 적합한 자료 활용이 가능해서 온전한 GHI 점수를 산출한 마지막 해였던 2014 세계기아지수 보고서에서 부룬디는 기아지수를 산출한 모든 국가 가운데 기아지수가 가장 높아 극히 위험한 단계에 해당했다. 부룬디는 1993년과 2005년 사이에 내전에 휩쓸렸고 그로 인해 끝내 전체 인구의 식량안보와 영양 상황이 악화되고 농업과 생태가 타격을 입고 경제 불황에 직면하게 되었다. 부룬디의 불안 수준은 2016년 초 증가해서 유니세프는 "큰 영양 위기"가 닥칠지도 모른다는 우려를 표하기도 했다.

## 문화
포크송과 춤이 대부분을 차지한다. 문화유산은 왕권의 미덕을 칭송하는 것이 많으며 투치족의 민속무용은 세계적으로 알려져있기도 하다. 전통놀이와 음주를 즐기며 전통음식을 나누기도 한다.

## 대외 관계
남북 동시 수교국이다. 1967년 조선민주주의인민공화국과 수교하였고, 1991년에는 대한민국과도 수교하였다.
2020년 기준으로 부룬디에서 활동하고 있는 한국 NGO는 텐포원(TEN FOR ONE), 국제청소년연합(IYF:International Youth Fellowship)이다.
부룬디 한인회(http://africaburundi.korean.net)가 2018년 9월 2일에 창립이 되었으며, 2020년 10월 현재 교민수는 10명이다.